# كريستينا أبلغيت
كريستينا أبلغيت (بالإنجليزية: Christina Applegate)‏ ممثلة أمريكية من مواليد 25 نوفمبر 1971. حاصلة على جائزة الإيمي 2003 لأفضل ضيف شرف في مسلسل كوميدي عن دورها في مسلسل فريندز.
شاركت أبلغيت في المسلسل الشهير متزوج ولدي أطفال من 1987 إلى 1997 وكانت تقوم بدور كوميدى ساخر حقق نجاحا كبيرا بعدها شاركت في نحو 22 فيلم اشهرها الفيلم الكوميدى مافيا والزيارة. شخصت في أغسطس 2000 على انها مصابة بسرطان الثدي. وقد لعبت الدور الرئيسي في مسلسل سامانثا من؟ منذ 2007 إلى 2009 وشاركت في فيلم عطلة عام 2015.

## مواقع خارجية
- كريستينا أبلغيت على موقع IMDb (الإنجليزية)
- كريستينا أبلغيت على موقع ميتاكريتيك (الإنجليزية)
- كريستينا أبلغيت على موقع روتن توميتوز (الإنجليزية)
- كريستينا أبلغيت على موقع قاعدة بيانات الأفلام العربية
- كريستينا أبلغيت على موقع ألو سيني (الفرنسية)
- كريستينا أبلغيت على موقع ميوزك برينز (الإنجليزية)
- كريستينا أبلغيت على موقع تيرنر كلاسيك موفيز (الإنجليزية)
- كريستينا أبلغيت على موقع أول موفي (الإنجليزية)
- كريستينا أبلغيت على موقع بوكس أوفيس موجو (الإنجليزية)
- كريستينا أبلغيت على موقع قاعدة بيانات برودواي على الإنترنت (الإنجليزية)